# Pepi III.
Seneferankhre Pepi III. bi lahko bil faraon Šestnajste egipčanske dinastije, ki je vladala v drugem vmesnem obdobju Egipta. Po Wolfgangu Helcku je bil peti faraon te dinastije, po Jürgenu von Beckerathu pa  trinajsti faraon te dinastije. Ker je njegov položaj v Šestnajsti dinastiji zelo nezanesljiv, ni jasno, kdo sta bila njegov predhodnik in naslednik.
Seneferankhre Pepi III. je dokazan samo na enem pečatu v obliki skarabeja. Egiptolog Kim Ryholt zavrača pečat kot dokaz, da je bil Pepi faraon iz Šestnajste dinastije, ker po slogu ne sodi  v drugo vmesno obdobje. Ryholt predlaga, da se pečat umesti v prvo vmesno obdobje Egipta in hkrati pripominja, da je prvo vmesno obdobje zelo zgodnje za tovrstne pečate, ker so se najzgodnejši pečati v obliki skarabeja pojavljali samo med vladavino Senusreta III. iz pozne Dvanajste dinastije.